# Осла
Осла (пол. Osła, нім. Aslau) — село в Польщі, у гміні Ґромадка Болеславецького повіту Нижньосілезького воєводства.
Населення — 551 особа (2011).
У 1975-1998 роках село належало до Легницького воєводства.

## Демографія
Демографічна структура станом на 31 березня 2011 року:
|          | Загалом | Допрацездатний вік | Працездатний вік | Постпрацездатний вік |
| -------- | ------- | ------------------ | ---------------- | -------------------- |
| Чоловіки | 275     | 76                 | 175              | 24                   |
| Жінки    | 276     | 57                 | 157              | 62                   |
| Разом    | 551     | 133                | 332              | 86                   |